# Méz
| Energia 304 kcal 1272 kJ |         |
| Szénhidrátok | 82.4 g  |
| - Cukrok 82.12 g |         |
| - Étkezési rostok 0.2 g |         |
| Zsír | 0 g     |
| Fehérje | 0.3 g   |
| Víz | 17.10 g |
| Riboflavin (B2-vitamin) 0.038 mg | 3%      |
| Niacin (B3-vitamin) 0.121 mg | 1%      |
| Pantoténsav (B5-vitamin) 0.068 mg | 1%      |
| B6-vitamin 0.024 mg | 2%      |
| Folsav (B9-vitamin) 2 μg | 1%      |
| C-vitamin 0.5 mg | 1%      |
| Kalcium 6 mg | 1%      |
| Vas 0.42 mg | 3%      |
| Magnézium 2 mg | 1%      |
| Foszfor 4 mg | 1%      |
| Kálium 52 mg | 1%      |
| Nátrium 4 mg | 0%      |
| Cink 0.22 mg | 2%      |
| 100 g-ra (kb. 5 evőkanál) levetítve A százalékos értékek az amerikai felnőttek számára javasolt napi mennyiségre (RDA) vonatkoznak. Forrás: USDA tápanyag adatbázis |         |

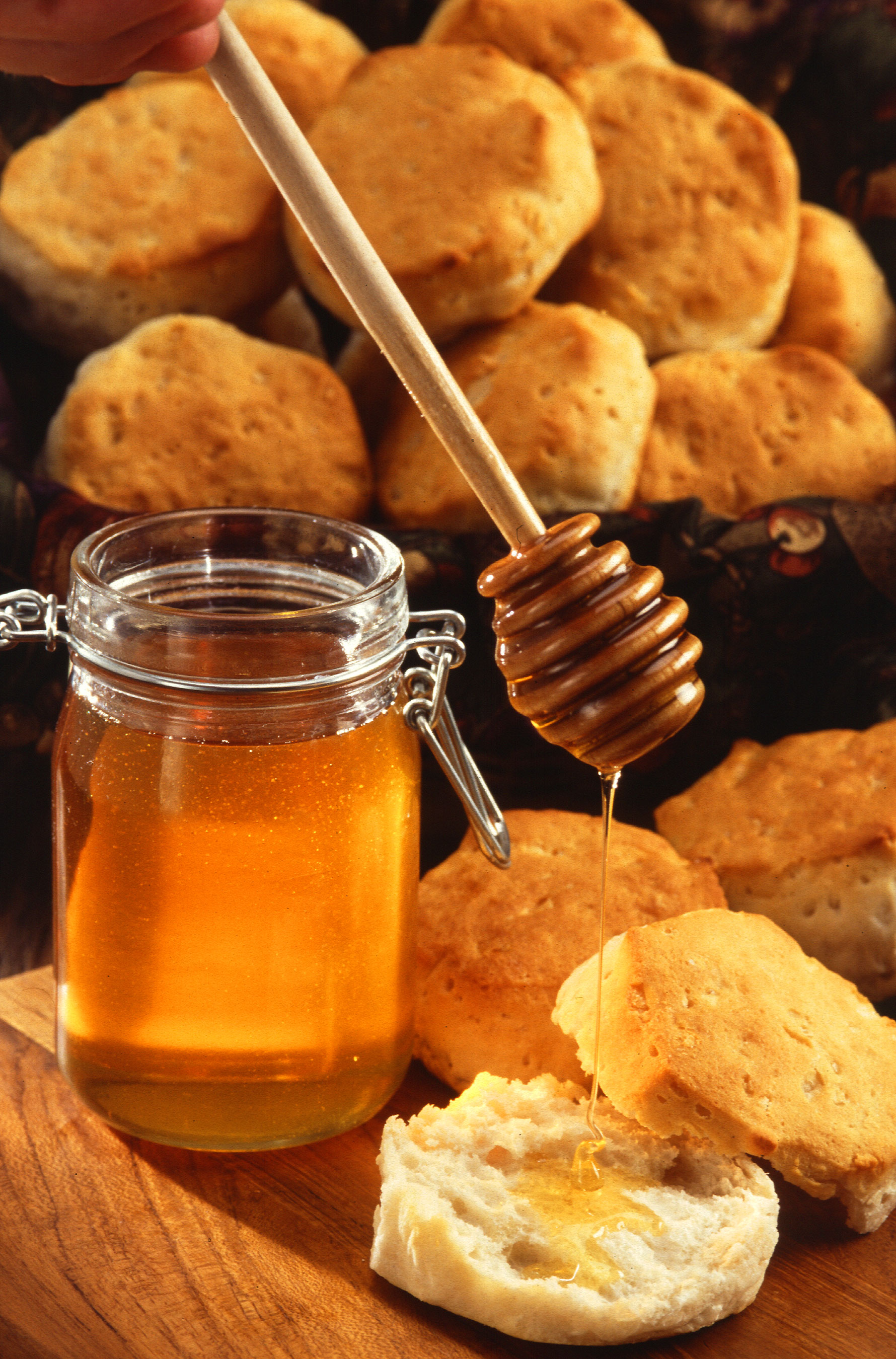
Csorgó méz

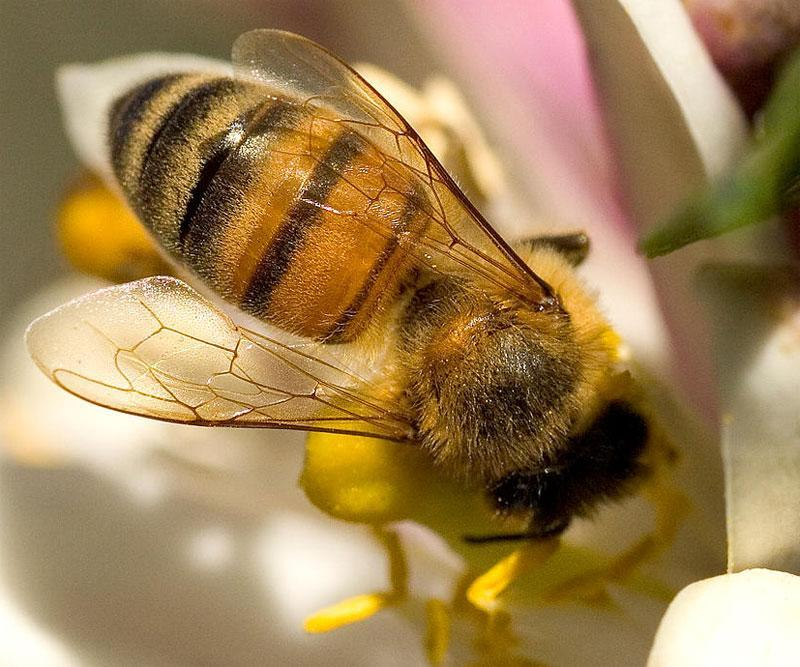
Házi méh

Méznek nevezzük a méhek által növényi nektárból vagy élő növényi nedvekből, illetve növényi nedveket szívó rovarok által élő növényi részek kiválasztott anyagából gyűjtött természetes édes anyagot, amelyet a méhek begyűjtenek, saját anyagaik hozzáadásával átalakítanak, raktároznak, dehidratálnak és lépekben érlelnek.
Ennek értelmében a méz eredete szerint kétféle lehet: virágméz (nektárból származó) és mézharmatméz (növényi nedveket szívó rovarok – Hemiptera – által az élő növényi részek kiválasztott anyagából vagy nedvéből nyert méz).
A méz édes ízét a nem kristályosodó gyümölcscukor adja meg, azt pedig, hogy milyen zamatú lesz, azok az illóolajparányok határozzák meg, melyeket a különféle virágok nektárjai adnak, amit a méhek összegyűjtöttek. A méz színe idővel sötétedik, csökken az aroma gazdagsága, az enzimek és az illóanyagok mennyisége, ezért tanácsos frissen (egy éven belül) elfogyasztani. Ennek ellenére a méz nem romlik meg, még több ezer éves leletek is mérgezés nélkül elfogyaszthatók.

## Jogszabályi fogalma Magyarországon
A népegészségügyi termékadóról szóló törvény 2014-es módosítása bevezette a méz alábbi fogalmát:
"Az Apis mellifera méhek által a növényi nektárból vagy élő növényi részek nedvéből, illetve növényi nedveket szívó rovarok által az élő növényi részek kiválasztott anyagából gyűjtött természetes édes anyag, amelyet a méhek begyűjtenek, saját anyagaik hozzáadásával átalakítanak, raktároznak, dehidrálnak és lépekben érlelnek."

## Története
Az ember már a kőkorban is ismerte és fogyasztotta a mézet. Ezt bizonyítja egy 16 000 éves spanyolországi sziklarajz, amely egy lépesmézet gyűjtögető embert, mézvadászt ábrázol. Az így megszerzett méz volt akkoriban az egyetlen édesítőszer. Csalétekként is használták medvevadászathoz. Ausztráliában szintén vannak mézvadászatot ábrázoló sziklarajzok.
A tervezett mézelvétellel járó méhészkedés első nyomai Anatóliából mutathatók ki a Kr. e. 7. évezredből. A Kr. e. 3000-es évektől kezdve a méz sírmelléklet volt. Az istenek eledelének és az örök ifjúság forrásának tartották. Egy vödör méznek ugyanakkora volt az értéke, mint egy szamárnak.
Az ókori egyiptomiak voltak az első nagy méztermelők. Amellett, hogy mézzel ízesítették édességeiket és süteményeiket, a mumifikálás során is alkalmazták jó konzerváló képessége miatt. A méz a halottkultuszban más szerepet is kapott: több ezer éves sírokból a halott számára kitett mézes edények is előkerültek és az edények tartalma a jó lezárásnak köszönhetően még fogyasztásra alkalmas állapotban volt. Emellett az egyiptomiak fejlett orvostudományukban is alkalmaztak mézet: nemcsak sebfertőtlenítés, fájdalomcsillapítás és gyulladáscsökkentés céljából kenőcsöket, hanem hatékony fogamzásgátlókat is készítettek belőle. Az egyiptomi orvostudományt összefoglaló görög tudós, Hippokratész mézkenőcsöt ajánlott lázcsillapításra és mézes vizet az atléták teljesítőképességének növelésére.
Az Ószövetség is ír a méhek tartásáról, és a méz szüreteléséről. Szent Ágoston szerint a méz Isten gyengédségét és jóakaratát jelzi. A Korán 16. szúrájának 68–69 versei szerint a méhek azt a parancsot kapták, hogy megegyék a gyümölcsöket, és mézet készítsenek, ami az emberek számára gyógyhatással bír. Egy 1547-es szakácskönyv szerint a rózsaméz megtisztítja és gyógyítja a gyomrot, a nyelőcsövet és a szájat.
Magyarország területén már a honfoglalás előtti időszakban is foglalkoztak méhészettel az itt élő népcsoportok. A bevonuló magyarok eltanulták és folytatták ezt a mesterséget. Ennek első írásos emléke 1370-ből származik, amelyben királyi méhészetet említenek. A méhektől nem csak mézet, hanem a világításhoz szükséges viaszt is kapott az ember. A mézből mézeskalácsot, mézbort, mézsört, márcot készítettek, illetve süteményeket, bort is ízesítenek vele. Az ipari cukorgyártás beindulása előtt ez volt az egyetlen édesítőszer.
A 17. században az új világítóanyagok (olaj, paraffin) és az egyre nagyobb méreteket öltő cukorfinomítás miatt háttérbe szorult a méhészet. A mai élelmiszeriparban már semmi jelentősége sincs. Ennek ellenére a méz még ma is megbecsült élelmiszer, kenyérre feltétnek és cukorpótlónak is használatos. Manapság ismét kezdi visszafoglalni helyét a táplálkozásban. Az egészséges táplálkozás egyik elengedhetetlen alkotóeleme. A mézet a természetgyógyászat alternatív édesítőszerként, köhögések csillapítására, immunerősítőként, roborálóként stb. ajánlja.
2002-ben a világ méztermelése 1 268 000 tonna volt. Ebből Ázsia 459 000 tonnát, Európa – 301 000 tonnát, Észak- és Közép-Amerika – 210 000 tonnát, Dél-Amerika – 124 000 tonnát termelt.

## A természetes méz „előállításának” folyamata
A házi méhek (Apis mellifera) a virágok nektárjából és a levél- és pajzstetvek által kiválasztott mézharmatból gyűjtik a méz alapanyagát az előgyomrukba. Ott a garatmirigy váladékával különböző enzimekkel keveredve vegyileg alakítják át. Az így kialakult híg, magas víztartalmú mézet a kaptár hatszögletű viasz lépsejtjeiben tartalék táplálékként raktározzák el. A kaptárban dolgozó méhek a szárnyukkal keltett légárammal párologtatják el a felesleges vizet, s teszik sűrűbbé, tartósabbá a mézet, vagyis itt érlelik, besűrítik, végül lefedik, lepecsételik. A tömény mézben nem képesek az élesztők és a mikroorganizmusok elszaporodni, így ez a cukros oldat nem romlik meg. Egy évad alatt a tél átvészeléséhez szükséges mennyiség többszörösét is képesek begyűjteni.
A házi méh mellett más méhfajok, sőt hangyák is készítenek mézet. Ezek a száraz területen élő hangyafajok a mézes bödön kasztú társaikban tárolják a mézet. A méz alapanyaga a nektár, amit növények termelnek, vagy levéltetvek választanak ki. A rovarokon kívül az ember is gyárt mézet cukorszirupból enzimek hozzáadásával, amely azonban nélkülözi a természetes méz gyógyhatásait. Ezt a szintetikus mézet vagy magában, vagy a természetes mézhez keverve adják el. Ezt mézhamisításnak nevezik, de a hatóságok tehetetlenek, mivel az ilyen hamis méz nem tartalmaz káros anyagokat. A mézhamisítók izocukrot is használnak, amit a méhek nem is esznek meg, otthagyják, ha ezzel kínálják őket. Ha mégis megeszik, akkor belepusztulhatnak.

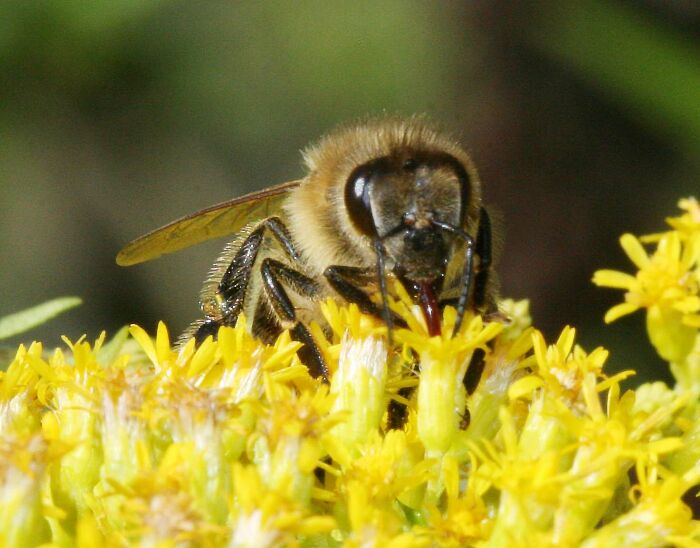
Nektárt gyűjtő méh aranyvesszőn

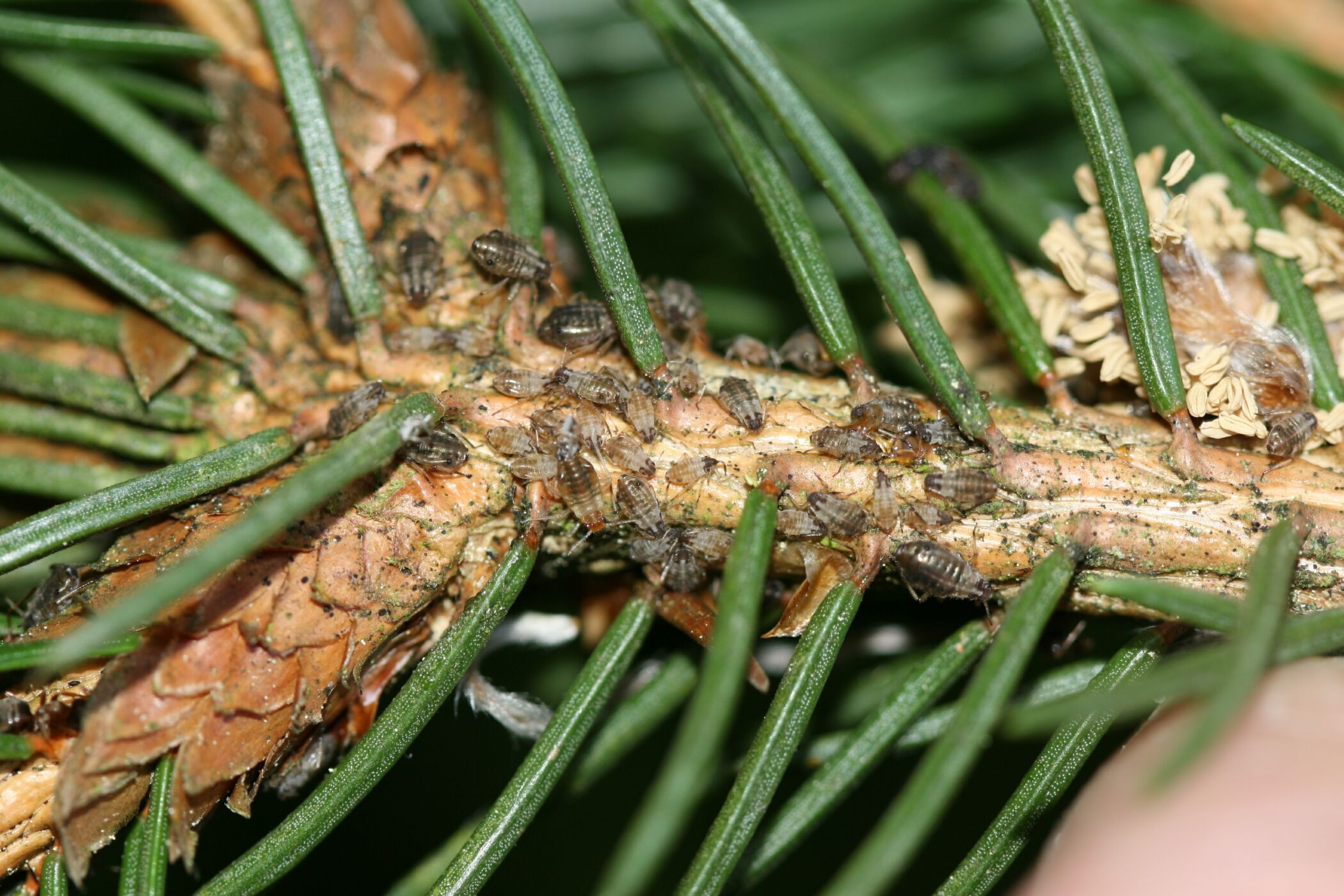
Tetvek fenyőágon. Ők termelik a mézharmatot, amiből a fenyőméz készül

A nektár egyes növényeken nemcsak a virágokban, hanem a levélhónaljakban is terem, így például a kukorica is hozzájárulhat a méztermeléshez. A mézharmat kisebb részben járul hozzá a méztermeléshez, de inkább csak a szárazabb években jelentős. Így készül például a fenyőméz.
A gyűjtőméh szipókáján felszívja a nektárt vagy a mézharmatot, ami a mézgyomorba kerül; így szállítja a kaptárba. Ott átadja a mézérlelő belső munkásoknak, akik többször is felszívják, majd leadják, közben különböző enzimek, savak, fehérjék keverednek hozzá. Egy enzim invertálja a répacukrot, vagyis egyszerű cukrokra bontja. Más enzimek fruktózzá alakítják a glükózt, vagy összetett cukrokat állítanak elő. Közben a nektár besűrűsödik, és olyan anyagok kerülnek bele, amelyek akadályozzák a gombák és a baktériumok növekedését.
A besűrítés két lépéses. Először a méhek felveszik, majd leadják a nektárt. Ha a víztartalom már csak 30-40%, akkor a méhek viaszsejtekbe töltik. A sejtet nem töltik fel teljesen, hogy nagy felületen párologhasson. A párolgást szárnyuk legyezgetésével gyorsítják, ami a kaptár szellőzését is javítja. Amikor a víztartalom már csak 18%, akkor bepecsételik a mézet. A már kész mézet is többször áthordják, rendezgetik. Ha a mézes kereten a méz legalább kétharmada le van pecsételve, akkor a keret kipergethető. Az itt leírt víztartalom nem pontos, a szomszédos sejtek víztartalma között akár 10%-os különbség is lehet. Előfordul, hogy ugyanazon a lépen a hígabb méz le van pecsételve, a sűrűbb nincs. A főhordás végén nyitva maradt mézet sokszor később sem fedik be. Teleléskor azonban a fedetlen víz meghígul, és kifolyhat.
Néhány növényfaj mézét, például a hangamézet már 20%-os víztartalomnál pecsételik. Néha kipergetik azokat a kereteket is, amelyeknek kevesebb, mint kétharmada, de legalább fele be van pecsételve. A magyar törvények szerint csak a hangaméz vagy a sütő-főző méz víztartalma lehet 18%-nál magasabb, akár 20% is. A sütő-főző hangaméz víztartalma akár 23% is lehet.
Ausztráliában, Ázsiában és Amerikában más méhfajok mézét is gyűjtik, és különlegességként adják el, ami azonban nem kerül nemzetközi kereskedelembe.
A méhek a mézet téli élelemnek, vagy akár esős napokra tartalék tápláléknak gyűjtik. Jó méhlegelő esetén szükségletük többszörösét képesek begyűjteni. A méhésznek vigyáznia kell, hogy csak a fölösleget vegye el, különben méhei nem fogják túlélni a telet, vagy a hirtelen jövő márciusi hóesést. A méhésznek mindig kemény télre kell számítania.
Télen a méhek a telelőfürt közepét legalább 27 Celsius-fokra fűtik fel, de a külső réteg sem hűlhet 8 Celsius-fok alá, mert akkor a méhek megfagynak. Ehhez a tavasztól őszig gyűjtött méztartalék biztosít fűtőanyagot. Még akár −20 °C-os téli hideg esetén is képesek a telelőfürt mélyén fenntartani a mézfogyasztáshoz szükséges hőmérsékletet, ha a nép létszáma legalább 5000. Ennek az az előnye, hogy tavasszal már korán képesek kihasználni a tápanyagforrásokat és mézet készíteni. A méhészet biztosítja, hogy a méhek bőven tudjanak gyűjteni.
Régen a nyár végén, ősz elején virágzó növények képesek voltak biztosítani a méhek átteleléséhez még hiányzó táplálék beszerzését. Ez ma már nem így van; a hiányt a méhésznek kell pótolnia cukros oldat etetésével.

## Összetétele

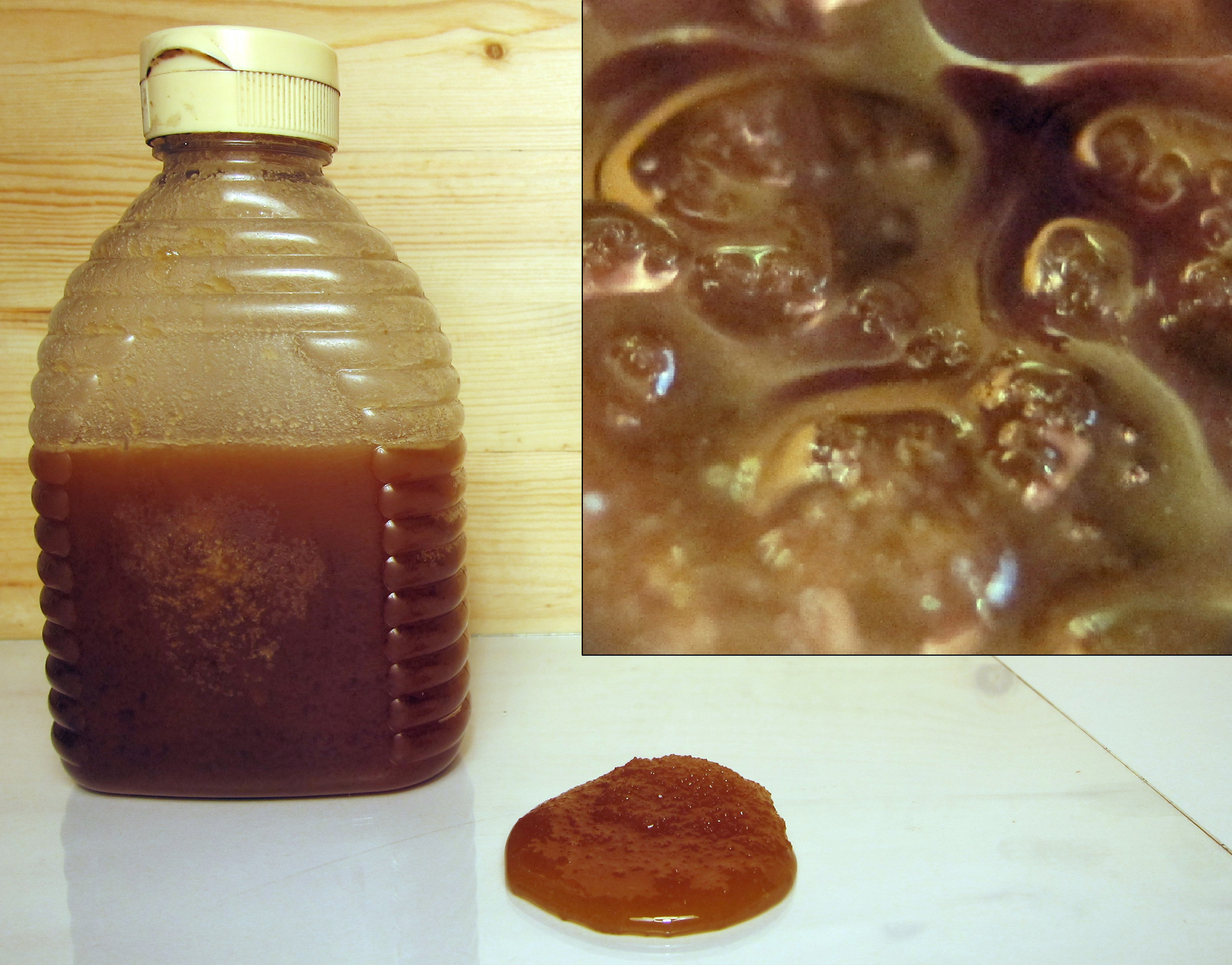
Kristályos méz. Jobbra egyes glükózkristályok fruktózszirupban

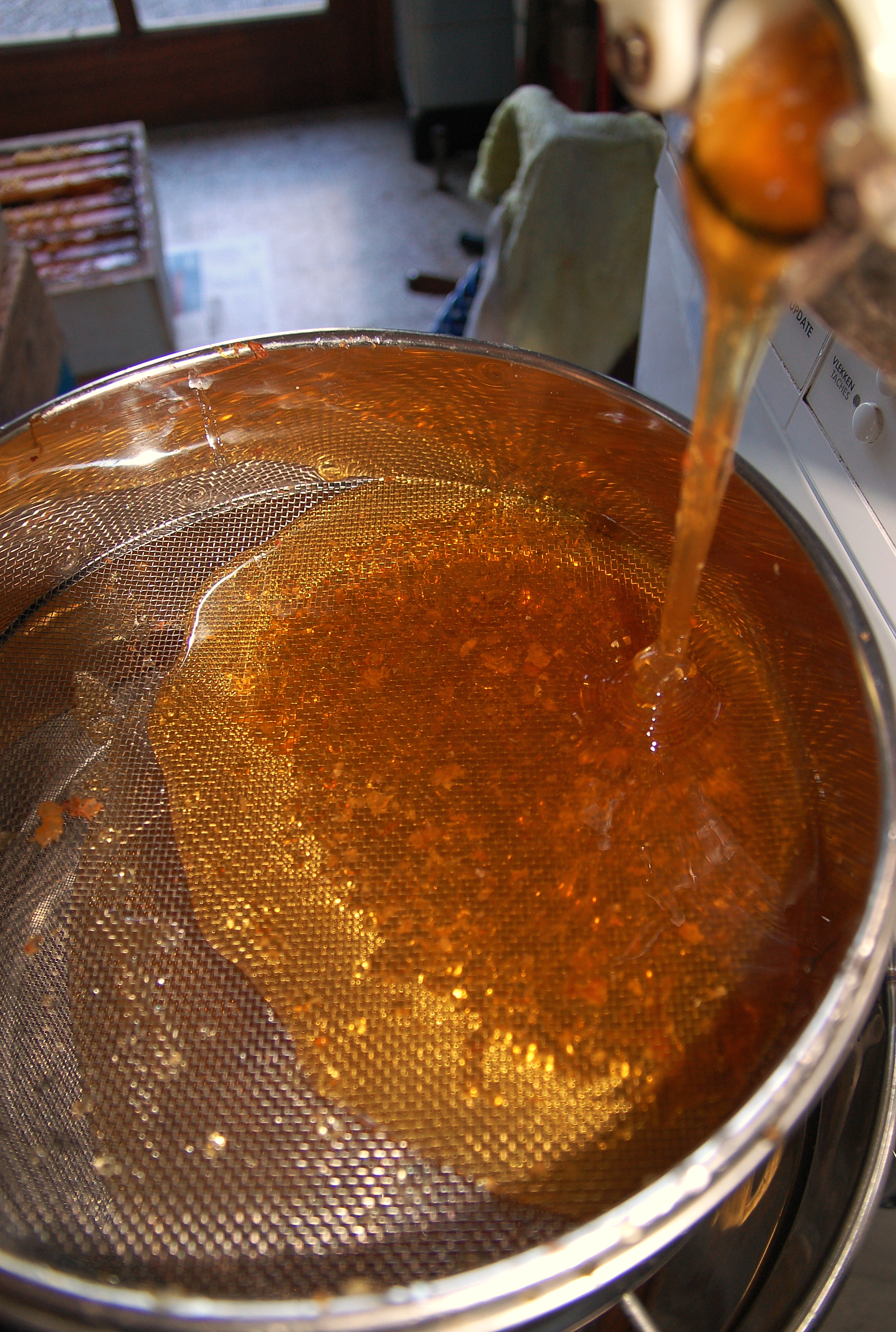
Méz szűrése

A méz lehet folyékony, vagy szilárd, részben kristályos. Vannak gyorsan folyó mézek is, azonban ha a méz túlságosan is folyós, akkor az a vizezés gyanúját veti fel. Emellett színe, íze is függ az alapanyagként használt nektártól, vagy mézharmattól.
70–80%-ban glükóz (22-41%) és fruktóz (27-44%) keverék, további szénhidrát más cukor formájában. Az átlagos fruktóztartalom 38%, az átlagos glükóztartalom 30%. A méz kristályosodásának sebessége a hőmérséklet mellett a tartalmazott cukrok arányától is függ. A gyorsan kristályosodó, 3 nap alatt az üveg aljáig megszilárduló repcemézben a fruktóz-glükóz arány 3:2. A mézharmatméznél ez az arány 8:5, és ez a méz hónapokig vagy akár évekig nem kristályosodik. Ellenben a tiszta akácméz akár 30 évig is folyékony maradhat, de már a kisebb szennyeződések miatt akár hetek, vagy napok alatt is megszilárdulhat. A megkeményedett méz óvatos melegítéssel újra folyékonnyá tehető (legfeljebb 35 °C-ig szabad melegíteni). A mézben más cukrok is előfordulnak, szacharóz, maltóz és melitóz, és további di- és poliszacharidok. Magas cukor- és alacsony víztartalma miatt a méz megfelelő körülmények között sokáig eltartható, és a mikroorganizmusok sem tudnak benne szaporodni.
Élettani jelentőségét elsősorban cukortartalma adja. Lényegesen kevesebb benne a vitamin- és az ásványianyag-tartalom. A tartalmazott enzimek jelentősége sokkal nagyobb mennyiségüknél. A 40 Celsius-fok fölé hevített méz enzimtartalma lebomlik, ezt a mézet „halott”-nak nevezik.
- 15-21% víz, a sűrűbbek akár 7-8%-osok is lehetnek. A hangaméz akár 23% vizet is tartalmazhat.
- jelentős mennyiségű természetes antioxidánsok mint enzimek
- kalcium
- réz
- vas
- magnézium
- mangán
- foszfor
- kálium
- nátrium
- cink
- igen kis mennyiségben B1, B2, B3, B5, B6, C-vitamin. Egyes hegyi mézek C-vitamin tartalma elérheti a 100 grammonkénti 116–240 mg-ot is. Például a menta- és kakukkfű nektárjából készülhet ilyen méz.

A méz tápanyagtartalma részletesen, a WHO által ajánlott napi bevitel (RDA) feltüntetésével:
| Tápanyag        | Mennyiség | RDA   |
| --------------- | --------- | ----- |
| Fűtőérték       | 285 kcal  | –     |
| Fűtőérték       | 1194 kJ   | –     |
| Fehérje         | 0,4 g     | –     |
| Zsír            | 0 g       | –     |
| Szénhidrátok    | 77–84 g   | –     |
| Víz             | 16–23 g   | –     |
| Ballasztanyagok | 0 g       | –     |
| Vitaminok       |           |       |
| A-vitamin       | 0 mg      | –     |
| C-vitamin       | 2,6 mg    | 4,3%  |
| D-vitamin       | 0 mg      | –     |
| E-vitamin       | 0 mg      | –     |
| K-vitamin       | 0 mg      | –     |
| B1-vitamin      | 0 mg      | –     |
| B2-vitamin      | 0,1 mg    | 6,3%  |
| B6-vitamin      | 0,2 mg    | 10%   |
| B12-vitamin     | 0 mg      | –     |
| Biotin          | 0 mg      | –     |
| Folsav          | 0 mg      | –     |
| Niacin          | 0,1 mg    | 0,55% |
| Pantoténsav     | 0,1 mg    | 1,7%  |

| Tápanyag                          | Mennyiség | RDA       |
| Zsírsavak                         | Zsírsavak | Zsírsavak |
| --------------------------------- | --------- | --------- |
| Telített zsírsavak                | 0 g       | –         |
| egyszeresen telítetlen zsírsavak  | 0 g       | –         |
| Többszörösen telítetlen zsírsavak | 0 g       | –         |
| Koleszterin                       | 0 g       | –         |
| Ásványi anyagok                   |           |           |
| Kalcium (Ca)                      | 5 mg      | 0,63%     |
| Klór (Cl)                         | 18 mg     | –         |
| Kálium (K)                        | 46 mg     | –         |
| Magnézium (Mg)                    | 6 mg      | 2%        |
| Nátrium (Na)                      | 7 mg      | –         |
| Foszfor (P)                       | 18 mg     | 2,3%      |
| Kén (S)                           | 1 mg      | –         |
| Nyomelemek                        |           |           |
| Réz (Cu)                          | 95 µg     | –         |
| Vas (Fe)                          | 1209 µg   | 8,6%      |
| Fluor (F)                         | 40 µg     | –         |
| Mangán (Mn)                       | 27 µg     | –         |
| Jód (J)                           | 0 µg      | –         |
| Cink (Zn)                         | 361 µg    | 2,4%      |

| Tápanyag      | Mennyiség  | RDA        |
| Aminosavak    | Aminosavak | Aminosavak |
| ------------- | ---------- | ---------- |
| Alanin        | 16 mg      | –          |
| Arginin       | 22 mg      | –          |
| Aszparagin    | 2 mg       | –          |
| Aszparaginsav | 39 mg      | –          |
| Cisztein      | 7 mg       | –          |
| Glutamin      | 3 mg       | –          |
| Glutaminsav   | 74 mg      | –          |
| Glicin        | 17 mg      | –          |
| Hisztidin     | 7 mg       | –          |
| Izoleucin     | 15 mg      | –          |
| Leucin        | 23 mg      | –          |
| Lizin         | 15 mg      | –          |
| Metionin      | 7 mg       | –          |
| Fenil-alanin  | 19 mg      | –          |
| Prolin        | 21 mg      | –          |
| Szerin        | 21 mg      | –          |
| Treonin       | 15 mg      | –          |
| Triptofán     | 5 mg       | –          |
| Tirozin       | 7 mg       | –          |
| Valin         | 22 mg      | –          |

## A méz kinyerése és feldolgozása

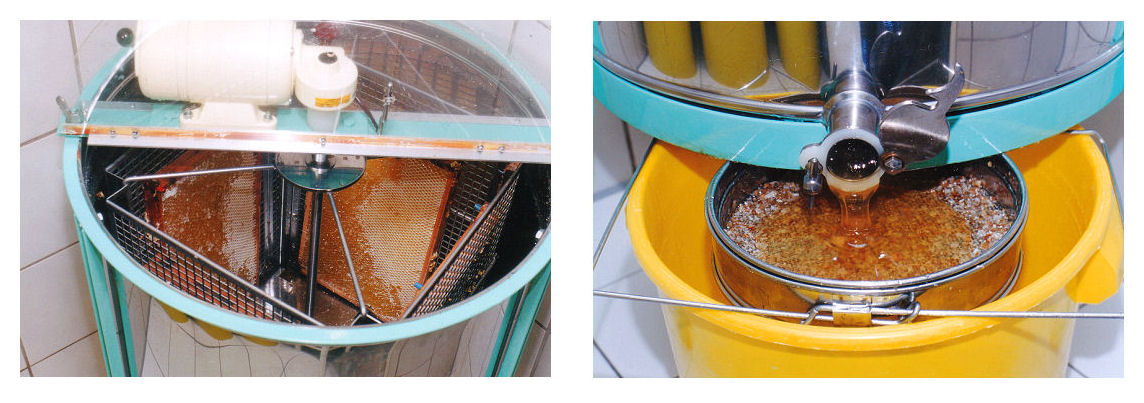
Pergető keretekkel. A méz alul szitán keresztül folyik a gyűjtőedénybe

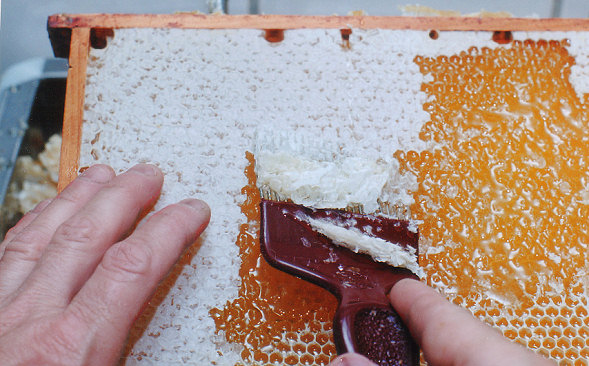
Fedelezővilla és fedelezés

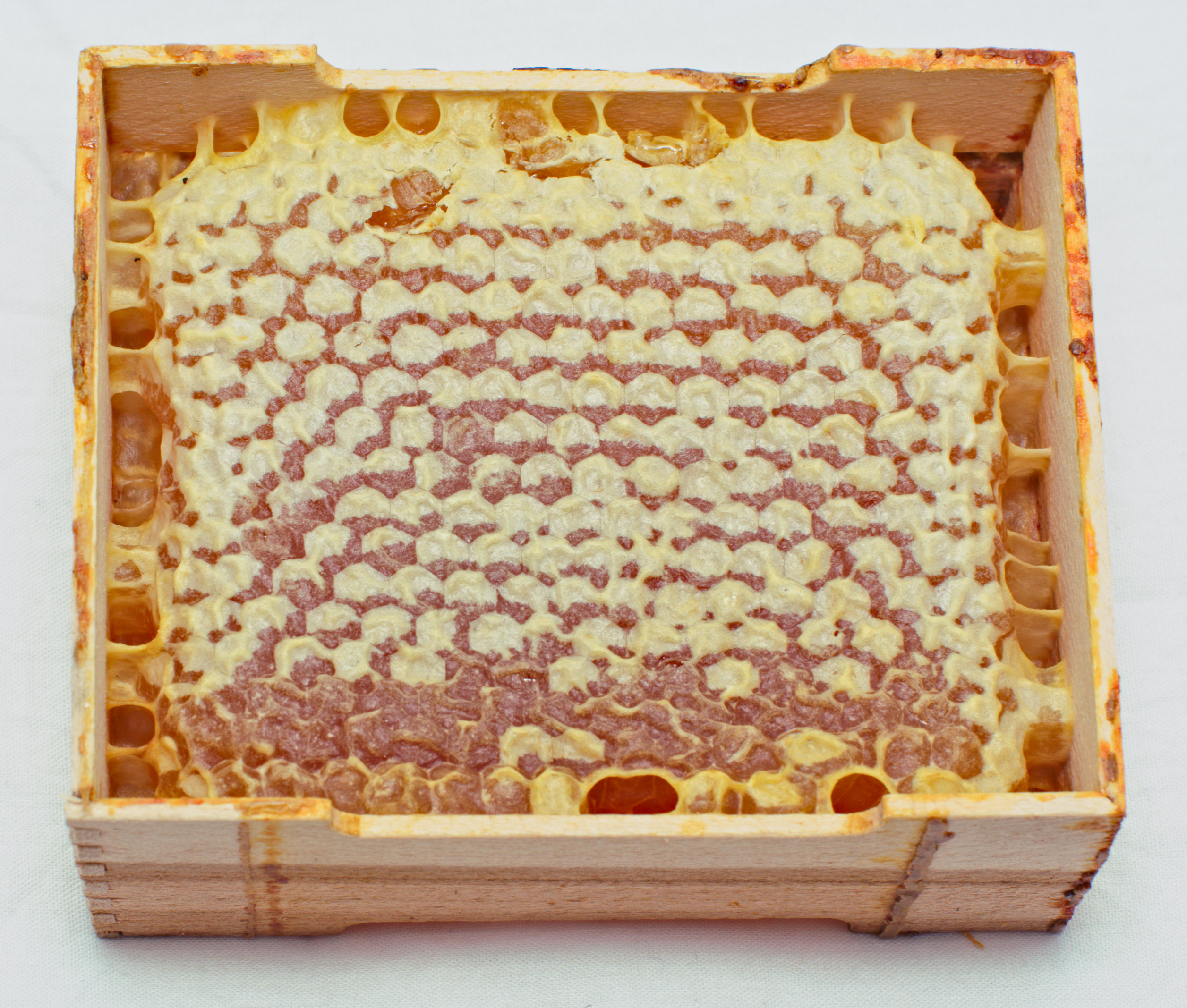
Lépesméz

Emberi felhasználáshoz a mézet méhész vagy mézvadász szerzi meg, illetve nyeri ki. Mézvadászatra az őskortól jár az ember, a természeti népeknél még ma is ez a méz megszerzésének módja. Európában egyes népek szintén mézvadászatra jártak még a 19. században is. Mézvadászattal lépesmézet nyernek.
A méhész a kiválasztott kereteket (egyesével vagy rakodókaptár esetén fiókostul) kiveszi a kaptárból, és kipergetett keretekkel helyettesíti őket. A kereteket akár félre is teheti egy alkalmasabb időpontig, amikor kipergeti őket. A rablás megelőzésére úgy kell időpontot választani, hogy vagy ne röpködjenek a méhek, vagy legyen egy közepes mennyiségű hordás. A kánikula szintén nem jó, mert rontja a keretek stabilitását. A 40 Celsius-fok fölötti hőmérsékleten a méz enzimtartalma elkezd bomlani. Amikor kiveszi a kereteket, akkor vizes ronggyal takarja be őket, szintén a rablás megelőzése érdekében.
A keretekből a mézet pergetővel nyerik ki, pergetik. Ez lehet kézi vagy gépi. A kereteket megfordítva kell betenni, hogy kifolyhasson belőlük a méz. A pergetésnek alkalmazkodnia kell a hőmérséklethez. Egyes gépi pergetők önfordítók, azaz automatikusan megfordítják a kereteket, ha az egyik oldal kiürült. Mielőtt a kereteket a pergetőbe teszik, le kell szedniük a sejtek viaszfedelét. Ehhez használható fedelezővilla, vagy rezgő késsel ellátott fedelezőgép. A pergetőből kifolyó mézet még szűrni kell. Tiszta edényben fogják fel. A méz higroszkópos, és könnyen átveszi más anyagok szagát; erre vigyázni kell tároláskor.
A fedelezésből préseléssel lehet még mézet kinyerni. Hagyományosan ehhez hasonlóan nyerik ki a zselészerű hangamézet, de újabban sokszor ezt is inkább pergetik. Ehhez a sejteket felszúrják úgy, hogy a falak ne sérüljenek. Ez a módszer régebbi, mint a pergetés.
Továbbá a méhész készíttethet lépesmézet is építtető keret beadásával. Ezt nem nyerik ki a viaszból, hanem azzal együtt adják el, a pergetett vagy préselt méznél drágábban.

## Méhészet Magyarországon
- méztermelés: 20 000-25 000 tonna
- import: néhányszor 100 tonna
- export: 15 000-20 000 tonna (főleg akácméz)
- mézfogyasztás Magyarországon: kb. 5000 tonna, fejenként 0,5 kg / év
- kaptárak száma: 900 000 darab
- kaptáronkénti termelés: 20–25 kg, de elérhető 80–90 kg is
- méhek száma: kb. 900 000 méhcsalád
- méhészek száma: kb. 15 000 fő
- Magyarországon termelt leggyakoribb méztípusok: akácméz, selyemkóróméz, hársméz, repceméz, napraforgóméz, gesztenyeméz, medvehagymaméz, vegyes virágméz.

## Méztermelés a világban
2010-ben a világ méztermelése 1,4 millió tonna volt. A legnagyobb méztermelő Kína 22%-kal, az Európai Unió (14%), Argentína (6%), az Amerikai Egyesült Államok (6%), Törökország (5%). További, jelentősebb méztermelő országok: Ukrajna, Mexikó, Oroszországi Föderáció, Irán, Etiópia, India, Tanzánia, Spanyolország, Kanada, Kenya, Németország, Angola, Ausztrália.
A mézfogyasztás legmagasabb Görögországban (1,62 kg/fő/év), és viszonylag alacsony Magyarországon (0,5 kg/fő/év).
Ehhez képest az átlagfogyasztó rengeteg „üres” cukrot fogyaszt, az USA lakosai például fejenként évente 70 kg-ot.

## Fajtái
A különböző növényekről gyűjtött mézfajták nemcsak ízükben, színükben és szagukban különböznek, hanem hatóanyagaikban is eltérnek egymástól. Az aromát gyakran a fő összetevő határozza meg, amit a többi csak kisebb mértékben módosít. A méhészek nem nagyon tudják befolyásolni, hogy mikor mit gyűjtenek a méheik.
Ha a mézet eredet szerinti jelöléssel látnak el, akkor annak legalább felének a megjelölt forrásból kell származnia. Ez ellenőrizhető a virágportartalom, az íz és a vezetőképesség alapján. A fajtamézek nyeréséhez gyakran vándorolni kell a méhekkel (vándorméhészkedés). Ha nincs fő összetevő, akkor a virágmézet vegyes virágmézként lehet eladni.
A méz virágportartalmának fő összetevője a méz névadója, azonban a virágpor aránya nem mindig egyezik meg a mézhez használt különféle nektárok fajtáival. Függ az adott virág által termelt virágpor mennyiségétől, a virág szerkezetétől és állásától. Az akác virágpora mindig alulreprezentált a kevés virágpor miatt, a szelídgesztenyéé mindig felülreprezentált a virágok állása miatt. A hársból is aránylag kevés virágpor kerül a mézbe, mivel a hársak virágai lecsüngenek. A méz virágportartalmához hozzáhárul továbbá a gyűjtőméhek szőrére tapadt virágpor is. Végül a méz begyűjtésekor, pergetésekor vagy préselésekor is kerülhet szennyező pollen a mézbe.
Speciális szűrési eljárással a virágpor eltávolítható a mézből. Ez lehetővé teszi, hogy a pollenallergiások is élvezhessék a mézet, ámde a virágpor eltávolítása lehetetlenné teszi, hogy a virágportartalom alapján következtessenek a nektárt adó növényekre, és a származás helyére. Továbbá az ilyen méz bizonyos manipulációi kimutathatatlanok, például a cukrozás. Az Európai Unió megengedi ezt az eljárást, de az egyes országok akár be is tilthatják.

### Virágméz

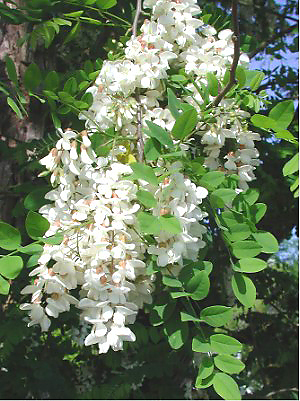
A fehér akác termeli a nektárt az akácmézhez

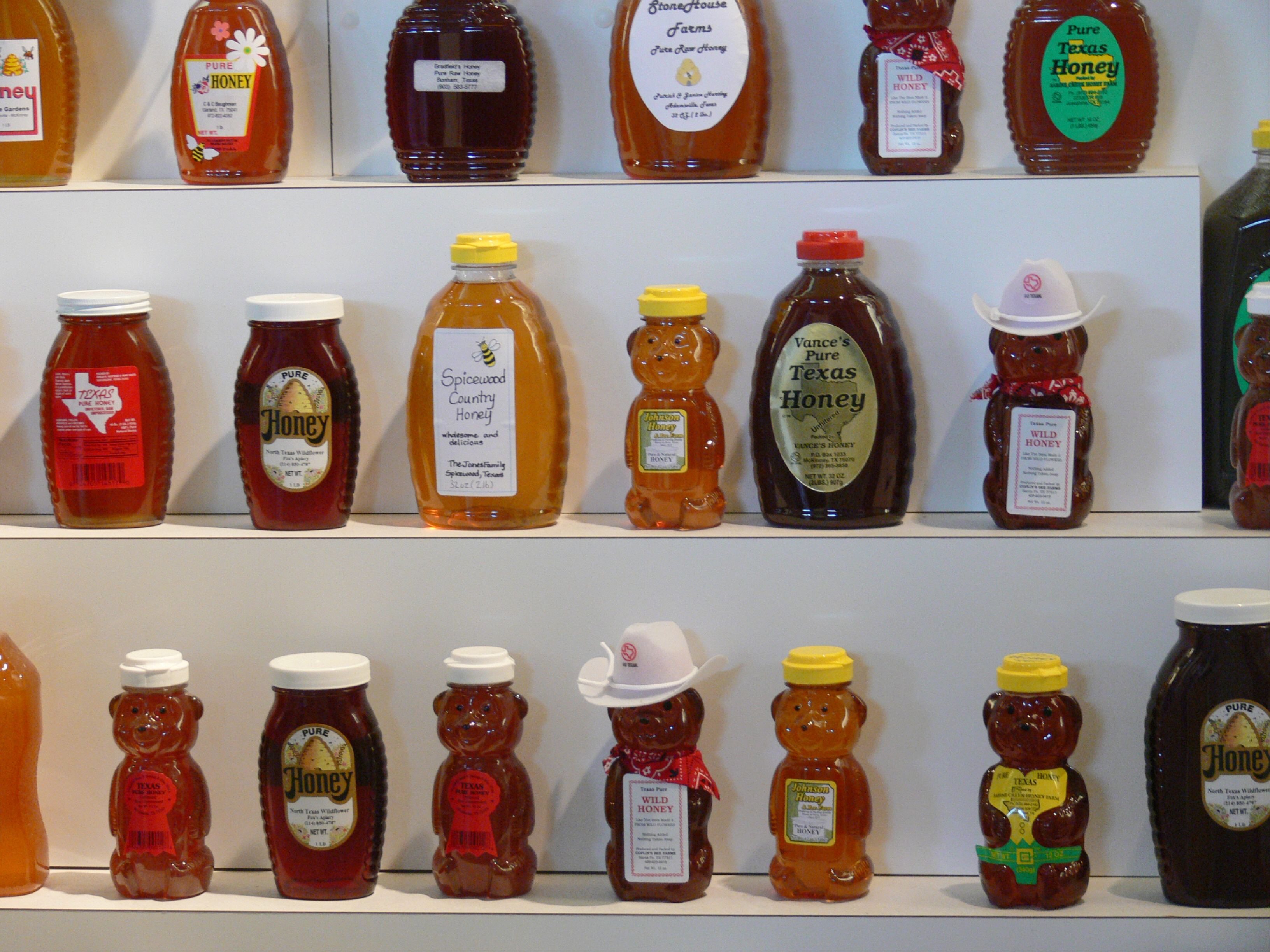
Különféle mézfajták és tartóedények egy texasi vásáron (2008)

A virágmézet a méhek a virágokban, esetleg a levélhónaljakban termelt nektárból készítik, szemben a mézharmatmézzel. A legtöbb virágméz hat héten belül bekristályosodik, ami nem jelenti azt, hogy ehetetlenné vált, vagy megcukrozták. Egy ismert kivétel a magyar piac fő kedvence, az akácméz, ami tisztán akár évekig, évtizedekig is folyékony marad. A kristályos mézet nem szereti, de a krémmézet elfogadja. A kristályosodás a tárolás hőmérsékletével lassítható, vagy folytonos kevergetéssel apró kristályokkal kristályosodó krémméz készíthető.
A legfontosabb mézfajták Magyarországon:
- Vegyes virágméz: ha a mézben egyik növényfaj virágpora sincs túlsúlyban, akkor a méz vegyes virágméz. Színe, íze az összetevőktől függ. Például a gyümölcsfák és a szolidágó mézének keveréke világossárga, és gyengéd ízű.
- Repceméz: a repceméz gyorsan kristályosodik, színe fehér vagy elefántcsontszín. Íze karakteres.
- Akácméz: világos-aranysárga, sokáig folyékony marad. Íze enyhe, kellemes.
- Napraforgóméz: világossárga-narancssárga, gyorsan kristályosodó. Íze erőteljes, jellegzetes.
- Hársméz: világoszöld, néha sárga. Nagyon édes, gyümölcsös, enyhén mentás. Lázcsillapításra, meghűlésre, nyugtatásra alkalmas.
- Szelídgesztenyeméz: vörösesbarna, hónapokig folyékony. Íze erőteljes. Jó hatású a szív- és érrendszerre. Mivel Magyarországon kevesen ültetnek gesztenyét, ezért ez a méz egyre ritkábbá válik.
- Facéliaméz: fehér-világos bézs színű. Gyengéd, jellegzetes aromájú.

Levendulaméz: erősen levendula aromájú. A tihanyi apátság a fő termelő Magyarországon.
További fontos mézfajták:
- Eukaliptuszméz: erősen fűszeres, meghűlés kezelésére használt méz.
- Kakukkfűméz: erősen aromás.
- Hangaméz: erős aromájú, zselészerű, darás, nagy víztartalma ellenére nehezen folyó.

### Mézharmatméz
A mézharmatméz alapanyaga a levél- és a pajzstetvek által kiválasztott cukros, ballasztanyagokban gazdag mézharmat. Rendszerint sötét színű, sokáig folyékony mézek. Virágport (pollent) tisztán nem tartalmaznak. Magyarországon kevéssé, Németországban és az Amerikai Egyesült Államokban nagyon népszerű mézfajták. Aránylag több enzimet tartalmaznak, mint a virágmézek. A méhészek igyekeznek elvenni, mivel támogatja a méhek nozémáját.
- Erdei méz: a mézharmatméz általános megnevezése, ha nincs fő összetevője. Kis mennyiségben keveredhet hozzá virágméz. Színe, íze a növényektől és a mézharmatot előállító tetvektől függ. A főként különféle fenyőfajokon termett mézharmatból készült méz barna színű, erőteljes, enyhén kesernyés ízű.
- Lombos fákról gyűjtött mézharmatméz: hasonló az erdei mézhez, Íze erőteljes, gyakran karamellára emlékeztető.
- Fenyőméz: Sötétzöld-fekete, néha vöröses, erősen fűszeres.

### Lépesméz
A lépesmézre a különböző országokban más szabályok vonatkoznak. Német nyelvterületen lépesmézet műlépre is építtetnek. A görögök használnak sötét lépet is lépesmézhez. Magyarországon sokáig csak a teljes egészében méhek által épített műlép lehetett első osztályú. Itt a lépesméz különlegességnek számít, kevesen foglalkoznak vele.
A lépesméztől Magyarországon a következőket várják el:
- Teljesen új építésű
- A sejtek szabályosak, méretük egyenletes
- Ne legyen benne virágporos vagy fiasításos sejt
- A fedelezés tiszta fehér, méhtetű nyűvétől mentes
- Ne legyen propoliszos
- A keret mérete könnyen kezelhető, nem kell szabdalni
- A méz világos legyen

A jogi szabályozás azonban nem ennyire szigorú.

## Felhasználása
Kitűnő ízesítő és édesítőszer, teákba, gyógyteákba, sütemények, cukorkák készítéséhez, kenyérre feltétnek is használják. Tápértéke 1350-1450 kJ/100g. Glikémiás indexe fajtától függően 31 és 78 közötti.
Jó házi szere a meghűléses betegségeknek, a felső légutak hurutos elváltozásainak. A természetes antioxidánsok az anyagcsere és a baktériumok elleni védekezés során keletkező szabad gyököktől védik a szervezetet. Antimikrobiális hatású a magas cukor- és alacsony pH–tartalomnak (4-6 között, leggyakrabban 5,5 pH), valamint a szerves savaknak köszönhetően segíti a vágások, horzsolások és égési sebek begyógyulását. Kedvezően hat az izomzat, a szív és az emésztő szervrendszer működésére Segít beállítani a vérnyomást: az alacsonyt emeli, a magast csökkenti. Gyógyító hatású légúti- és májbetegségekben is.
Az orvostudomány a többi méhészeti termékkel együtt az apiterápia részeként használja. A magyar törvények szerint egy élelmiszeren nem jelölhető olyan gyógyhatás, amivel az nem rendelkezik.
Enyhén gyulladásgátló, gyorsítja a helyi duzzanat, a fájdalom és bőrpír eltűnését. Támogatja a fibroblasztok növekedését, így a sebek egyenletesebben gyógyulhatnak, és kevésbé hegesednek. Baktériumölő hatása miatt sebekre is kenik; a sebről eltünteti az elhalt szöveteket. A baktériumölő hatás jelentős részben a hidrogén-peroxidnak köszönhető, ami azonban csak alárendelt szerephez jut a keverékben. Egyes kísérleti eredmények szerint a gyulladásgátló hatás a mézben jelen levő polifenoloknak és a flavonoknak köszönhető. Emellett további hatóanyagokat is kutatnak, amelyek például a meticillinrezisztens sztafilokokkuszok és a vancomycinrezisztens enterokokkuszok ellen is hatékonyak.
A sebek kezelésében egyre fontosabbak bizonyos speciális mézfajták.
2005 augusztusában Európa-szerte terjesztettek egy Medihoney nevű sebkezelő készítményt. Ez különféle Leptospermum-fajok mézének keveréke volt, emellett glükóz-oxidázt tartalmazott. A keveréket sugárzással csíramentesítették.
Több ezer éve ismert, és újabb felmérések szerint is a méz fogyasztása segíti a lábadozók gyógyulását, segíti az emésztést (szabályozza a bél baktériumflóráját) és a gyermekek növekedését.[forrás?] Elősegíti az ásványi sók, főleg a kalcium és magnézium beépülését a szervezetbe.[forrás?] Nem borítja fel a sejtek metabolizmusát. A szív- és érrendszeri betegségek esetén is jót tesz.[forrás?]
A méz a maga természetes állapotában vagy üvegezve is tartalmazhat különféle szennyeződéseket, ezért a klinikai gyógyászatban használt mézet gamma-sugárzással sterilizálják. Ez meghagyja a méz enzimjeinek működőképességét, amit a forralás tönkretenne.

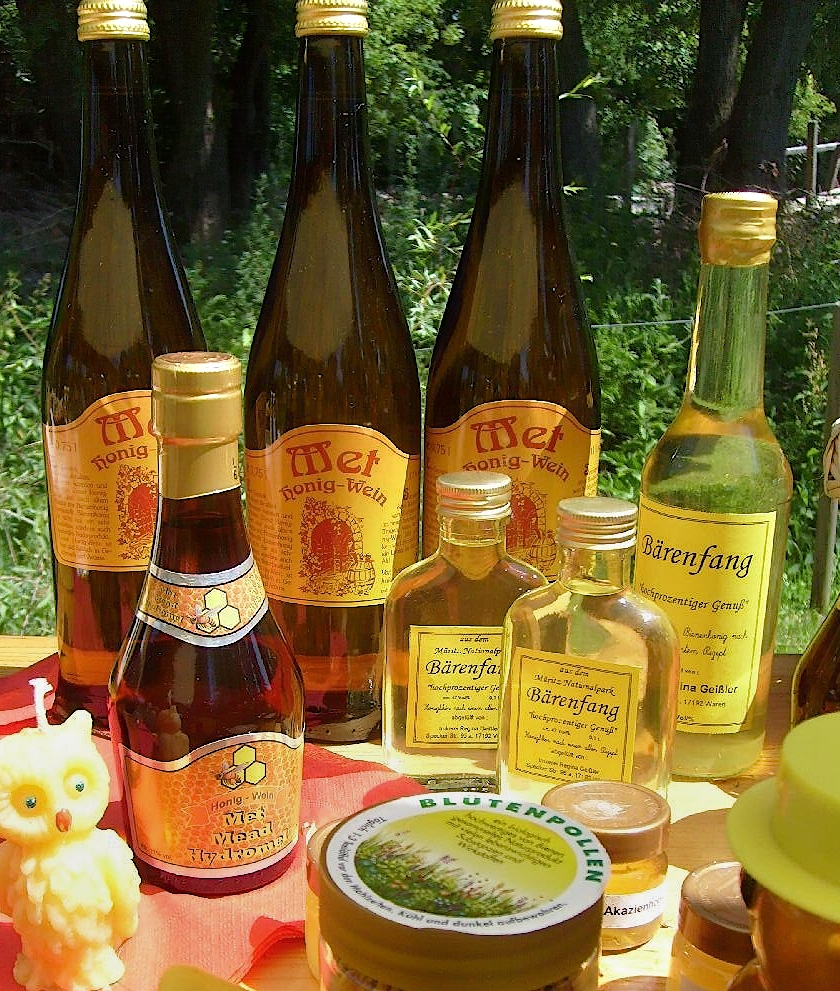
Különböző mézitalok, balról jobbra: met és bärenfang; elöl egy üveg virágpor

Jellegzetes íze és magas cukortartalma miatt a mézet az italgyártásban is sok helyen felhasználják. A méz egyrészt ízesítő és édesítőszer, másrészt cukortartalma az alkoholos erjesztés alapanyaga.
Erjesztett italok:
- Mézbor
- Mézsör
- Medovina és gvirc, horvát borszerű specialitások
- Medovucha, orosz bogyókból és mézből erjesztett borszerű ital
- Met, klasszikus mézbor
- Tej, etióp borszerű ital mézből erjesztve
- chouchenn, breton mézbor[12]

A méz, mint ízesítő- és édesítőszer:
- Bärenfang, Kelet-Poroszországból származó likőr
- Krupnik, édes méz-vodka-likőr Lengyelországból és Litvániából
- Mulsum, ókori római borkészítmény
- Ronmiel, vízzel és mézzel készült rum a Kanári-[13]

## Hamisítása
A méz hamisításakor idegen anyagokat kevernek hozzá, hogy megváltoztassák a zamatát, viszkozitását, csökkentsék a kristályosodásra való hajlamát, és nem mellesleg olcsóbban eladhatóvá tegyék. A Magyar Élelmiszerkönyv szerint ha a mézhez más anyagokat adnak, akkor a termék nem nevezhető egyszerűen méznek. Ha mégis annak nevezik, az mézhamisításnak számít. A szabályozás azonban csak az egészségre ártalmas anyagok hozzáadását bünteti, így, mivel a mézhamisítás az ember egészségére nem veszélyes anyagokat használ, ezért a mézhamisítókat nem lehet megbüntetni. A hamisítók gyakran lefölözik a mézet, esetleg még szűrik is, hogy leplezzék a hamisítást. Ezért a méz szűrése vitatott eljárás.
Régen a mézhamisítás kedvelt módja volt, hogy a kristályos mézbe lisztet, vagy más tömítő anyagokat kevertek. Ezt nem lehetett észrevenni a méz felolvasztása nélkül. Egy másik hagyományos eljárás a méz vizezése, amit azonban már maga a vásárló egyszerűen leleplezhet. Fruktóz hozzáadásával a méz kristályosodása lassítható, de mivel a fruktóz viszonylag drága, ezt ritkán alkalmazzák. A modern módszerek közé tartozik az elhíresült izocukor hozzáadása. Az izocukor természetes formájában egy híg cukoroldat, amit kukoricából nyernek ki. Ezt addig főzik, amíg sűrűsége el nem éri a mézét. Ezután elkeverik a mézzel. Mivel az izocukor színtelen és zamat nélküli, ezért a fogyasztó nehezen veszi észre. Szintén mézhamisításként tartják számon a cukorszirupból készült méz eladását is.
A cukortartalom manipulációja érzékszervi vizsgálattal nem, laboratóriumi vizsgálatokkal azonban leleplezhető. A vizsgálathoz a szénizotópokat elemzik. Ha a cukorban levő szén és a fehérjékben levő szén izotópjainak eloszlása lényegesen eltér, akkor az több, mint gyanús. Ugyanis a cukornád és a kukorica C4-növény, a cukorrépa C3-növény; az ezekből származó cukor megváltoztatja a cukor széntartalmának izotópeloszlását, de a fehérjében levő szén izotópjainak eloszlását nem. Már a 7%-ban hozzáadott cukor is kimutatható.

## Tárolása és kezelése

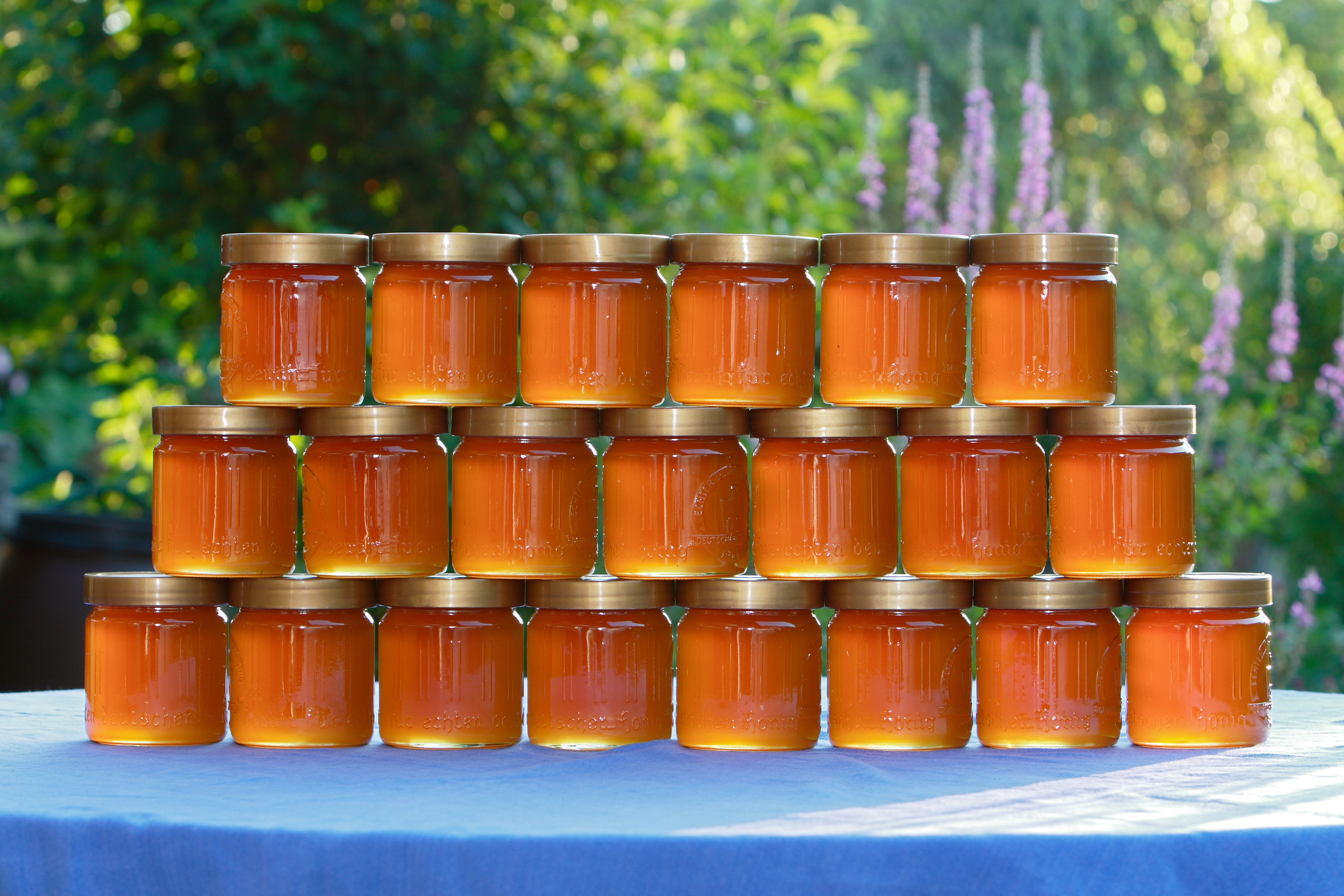
Teli mézesüvegek

A frissen pergetett mézben levegőbuborékok és kisebb szennyeződések vannak, mint viaszmorzsák, virágpormorzsák, de előfordulhatnak belefulladt méhek, álcák, vagy viaszmolyhernyók. Szűréssel és lefölözéssel a szennyeződések eltávolíthatók. A legtöbb bent maradt idegen rész előbb-utóbb a méz tetejére emelkedik, és lekanalazható. Ehhez kedvező a (májusi, nyári meleghez képest) hűvös környezet. A viszkózusabb méz gyorsabban tisztul. A mézet előbb-utóbb le kell fölözni. A lefölözött réteget vissza lehet adni a méheknek. A tisztítás céljából végzett szűrés nem azonos a vitatott finom szűréssel, mert ez csak nagyobb, szemmel is látható szennyeződéseket távolít el. A durvább szűrés már pergetéskor elvégezhető. A szűrőt a felfogó edényre teszik, így nem hátráltatja magát a pergetést. Csere szűrőről is gondoskodni kell. A szűrőt hideg vízben kell mosni. A kendőt vagy fátyolt utána át kell vasalni a fertőzésveszély csökkentése érdekében.
A szűrő forgatásával a méz hamarabb átjuthat. Egymás fölött három tartályt helyeznek el úszódeszkákkal. A tartályokat cső köti össze, ami fent hajlított, hogy a méz átjuthasson. A méz először a legfelső edénybe ömlik, ahonnan a közlekedőedények elve szerint átjut az alatta levő tartályba. A trükk az, hogy nem a felső réteg folyik át, hanem az alatta levő, ami tisztább. Az úszódeszkák használatának az a célja, hogy kiszűrjék a törmelék egy részét, és a méz ne csurogjon mélyre, úgyhogy a légbuborékok száma is csökkenthető.
A tároláshoz való edénynek nem jó a fa, mert a méz tönkreteszi. A fémek közül jó az alumínium, és a fehér bádog.
A mézet lehetőleg sötét, száraz, semleges szagú környezetben tároljuk. Higroszkópossága miatt magába szívja a vizet, felhígul és megerjed. A szaganyagokat is magába szívja, elveszítve eredeti ízét és zamatát. Hevítéssel, 40 °C fölé melegítéssel az enzimtartalom néhány másodperc alatt tönkremegy, ezért kerüljük használatát, ha utána megfőzzük vagy megsütjük az ételt. Folyadékok esetén röviddel a fogyasztás előtt kivételt lehet tenni, hiszen a test a folyadékot gyorsan lehűti.
A kristályos méz vizes fürdőben óvatos melegítéssel újra folyékonnyá tehető. Később azonban újra megkristályosodik. A kristályosodásra legmegfelelőbb hőmérséklet a 14 Celsius fok; hidegebb vagy melegebb tárolás esetén a kristályosodás lassabb. A melegítés hatására a méz veszít víztartalmából. Egy kísérletben a megolvadás után még 9 percig melegített méz súlya 4%-kal csökkent. A hosszú vagy erős melegítés a méz zamatát rontja. Ahol sok mézet kell rendszeresen folyósítani, ott külön nagy vízfürdőt, vagy kettős falú tartályt, vagy külön kamrát használnak, amit gőzcsövekkel hevítenek. Olcsóbb, tisztább, kényelmesebb. Nagy méretekben gondot jelenthet, hogy a méz rossz hővezető. A külső, már felolvadt mézet kiszivattyúzzák.
Az Amerikai Egyesült Államokban a mézet előzetesen kezelik, hogy ne kristályosodjon meg. A hevítés hőmérséklete 65,5-72,5 Celsius-fok fél-egy órára. Ezután üvegezik, jól elzárják, majd lehűtik. Kedvelik a krémmézet is, így az erre szánt mézet úgy kezelik, hogy egyenletesen kristályosodjon. A finom szemcsés kristályosodást bottal való kevergetéssel idézik elő. A kristályosodást kristálymagok beszórásával gyorsítják. A krémmézet Németországban is szeretik.
Több hónapon át tartó tárolás közben a méz is átalakul. Ez különösen a cukortartalmat érinti, így a szacharóz fruktózra és glükózra bomlik. Az enzimek aktivitása csökken, és a Maillard-reakció miatt megsötétedik. Ebben a reakcióban a glükóz reagál az aminosavakkal. Ez már a méz érlelése közben megkezdődik, és ez színezi meg a mézet sárgára vagy barnára. A kristályosodás folyamán a mézből kikristályosodik a glükóz, míg a fruktóz és a szacharóz oldatban marad. Mindezek azonban alig érintik a méz felhasználhatóságát, mivel az többnyire a cukortartalmán alapul. A Maillard-reakció melléktermékeként hidroximethilfurfurál (HMF) keletkezik, ami rákkeltő. Mennyisége a tárolás folyamán nő. A legkedvezőbb hőmérséklet a 14 Celsius-fok, a páratartalom 60 százalék.
Ha a méz a sejtben kristályosodik ki, akkor nehezen, vagy egyáltalán nem pörgethető ki, nem olvasztható fel, lépesmézként eladhatatlan, és téli élelemnek sem jó. Tehát a gyorsan kristályosodó mézfajtákat (repce, édesharmat) időben kell kipörgetni.

## Kimérése és eladása
A mézet tiszta, frissen mosott edényekbe kell tölteni. Az edényeket akkor is ki kell mosni, ha újak, és akkor is, ha előtte méz volt bennük. A mézet csapolni jobb, mert így a mélyebb rétegekből folyhat át. Az adagok méretének Örösi 1/8 és 1 kg közötti súlyt ajánl. A magasból csurgó mézben sok légbuborék képződhet. Az üveg legyen alacsony, széles szájú, színtelen, hogy a méz érvényesülhessen.
Nagyüzemben elektronikusan adagolják a mézet. A töltő vagy automatikusan adagol, vagy csenget, ha kifolyt egy adag méz.
Kisebb adag méz papírpohárba vagy dobozba is tölthető. A tetejét bele illő lapocskával vagy kapcsokkal zárják. A papírt paraffinnal itatják át.
Nagyobb adag mézet fémtartályokba töltenek. Lehet 5, 25 vagy 50 kg-os. A posta és a vasút csak sérülés ellen védő burkolatban vesznek át. Ez hosszabb úton ládát jelent.
A címke akkor jó, ha ízléses. Ha kép van rajta, akkor művészi ábrázolás a legjobb. Ne legyen túldíszített, mert akkor elvonja a figyelmet az áruról. Ragasztónak jó az arabmézga, a vízüveg és az enyv. Gombásodás ellen rézgáliccal lehet védekezni. A ragasztó szétkenődve elszínezheti a címkét.

## Egészségügyi kockázatok

### Allergia
A virágpor a méz tipikus alkotórésze, habár mennyisége mindössze 0,5% körüli. A mézfogyasztás után jelentkezhetnek az allergiás tünetek. Egy 2010-ben közölt kísérlet szerint a nyírfa virágporával dúsított méz szezon előtti fogyasztása csökkentette az allergiás reakciót a szezonban.

### Mérgek
Egyes mézfajták nagyobb mennyiségben tartalmazhatnak mérgező növényekről gyűjtött hatóanyagokat. Többnyire ezek a méhekre nem veszélyesek, de az emberre igen; néha előfordul méhekre veszélyes méz is. Észak-Amerika egyes vidékein a mérgező növények miatt nem érdemes méhészkedni.
Akár rákkeltő, vagy erősen mérgező anyagok is kerülhetnek a mézbe. Egy 2009-ben kezdődött vizsgálatsorozat 1300 mintájának 9%-ában pirrolizidinalkaloidákat találtak. Ez különösen Dél- és Közép-Amerikát érinti. Európában mindmáig nincs meghatározva határérték, és nincsenek rendszeresített vizsgálatok sem erre az anyagra.
Az Öko-Test német folyóirat 2009-es szúrópróbaszerű vizsgálata szerint az import mézek közel fele génmanipulált növények virágporával volt szennyezett. A német, a fair trade, és a Délkelet-Európából származó méz ezektől mentes volt. Ezzel szemben kártevőirtó szereket csak német mézekben találtak, legnagyobb arányban thiaclopridot akácmézben, vagy akácmézet nagy arányban tartalmazó virágmézben.
A Fekete-tenger környékén termett pontuszi méz az ókor óta ismert. Nagy mennyiségben tartalmazhatja a Rhododendron flavum által termelt grayanotoxint, és más mérgeket a hangafélékből és a szappanfafélékből gyűjtve. Az embernél hányingert, hányást és hallucinációkat okoz. Egyes megfigyelések szerint visszafordítható szívmegállást is okozhat.. Régebbi források szerint Daphne fajok, bürök és beléndek mérgét tartalmazta. A Fekete-tenger török partjáról származó mézben egy német vizsgálat grayanotoxint talált 2011-ben. Észak-Amerikában és Ázsiában is előfordulnak grayanotoxint termelő rododendronfajok.
További ismert mérgező mézek:
- a közönséges tőzegrozmaring (Andromeda polifolia L.) méze, ami andromedotoxint tartalmaz;[28]
- egyes Új-Zélandról származó mézek, amelyek Coriaria fajok mézét tartalmazzák. A bennük levő méreganyagok a tutin és a melliotoxin (hidroxitutin), amelyek 1 mg-ja már meghánytatja az embert;[29]
- potenciálisan veszélyes növények, ha a méz ebből készül: sisakvirág, nadragulya, kikerics, gyűszűvirág, Carolina jázmin, babérmeggy, oleander, rododendron ponticum, maszlag.

Nem mindegy azonban, hogy a mérgező mézben mennyi mérgező anyag van. Ami nagy mennyiségben méreg, az kis mennyiségben orvosság lehet.

### Baktériumok
Egyes baktériumok spóra alakban kis mennyiségben túlélhetnek a mézben. A legjelentősebb a botulizmus kórokozója, a Clostridium botulinum, ami leginkább a csecsemőkre veszélyes. Baden-Württemberg orvosi kamarája és a Robert-Koch Intézet nem javasolja egyéves kor alatt a mézfogyasztást. Bizonyos gyógyszerek szintén érzékennyé tehetnek a botulizmusra, de maga a fertőzés ritka.
Japánban a vizsgált mézek 8,5%-a (23 a 270-ből) volt a botulizmus kórokozójával szennyezett. Brazíliában a vizsgált mézek 7,06%-a (6 a 85-ből) tartalmazta a kórokozót.
Egy német vizsgálatban bébitápszerekből és különféle mézfajtákból vett mintákat vizsgáltak. A vizsgált anyagot részben Vietnamban, részben Németországban vásárolták. A 46 német minta közül hat bébitápszer és két mézminta tartalmazta a kórokozót.
2013-as és 2014-es vizsgálatok nanoméretű idegen részecskéket, például műanyagot találtak.

## Érdekességek
2012-ben Elzászban kék mézet állítottak elő a méhek. A közeli M&M's cukorkák feldolgozásával foglalkozó cég telephelyén cukormázra bukkantak a méhek. Méhészek szerint ezek a mézek eladhatatlanok.

## Mézzel kapcsolatos rendezvények
- Kaposvári Mézfesztivál – 2007 óta tartják Kaposváron minden szeptemberben.[38]
- Kárpát-medencei Mézfesztivál – Zalaegerszeg rendezvénye 2004 óta.[39]
- Gyulai Méz- és Mézeskalács-fesztivál – Gyulán rendezik meg 2008 óta.[40]

## Méhészeti termékek

### Virágpor
Az apiterápia fontos gyógyító terméke. Különböző színű szemcsés anyag, amely magas biológiai értéke folytán jelentős energiaforrás, nem csak a méhek, de az ember számára is. Mivel a virágport elsődlegesen a méhek, a fiatal méhálcák táplálására használják, így hasznosan segíti az emberi szervezet karbantartását is. A virágpor tulajdonképpen a virágos növények hím jellegű ivarsejtjeiből áll. Fontos fehérjeforrás. Erősítő, roboráló hatása a speciális fehérjetartalmán túlmenően a magas ásványi anyag tartalmával is összefügg. Elsősorban vas, réz, kén, nátrium, kálium, kalcium, magnézium, mangán, cink, króm, nikkel, szelén, kobalt található benne. Aminosavak: arginin, hisztidin, izoleucin, lizin, metionin, fenil-alanin, treonin, triptofán, valin. Egyben az apiterápiás termékek legjelentősebb vitaminforrása is. Serkenti az anyagcserefolyamatokat, a belső elválasztású mirigyek működését. Elősegíti a vérképzést, erősíti a szívizmot. Általános roboráló hatású.

### Méz

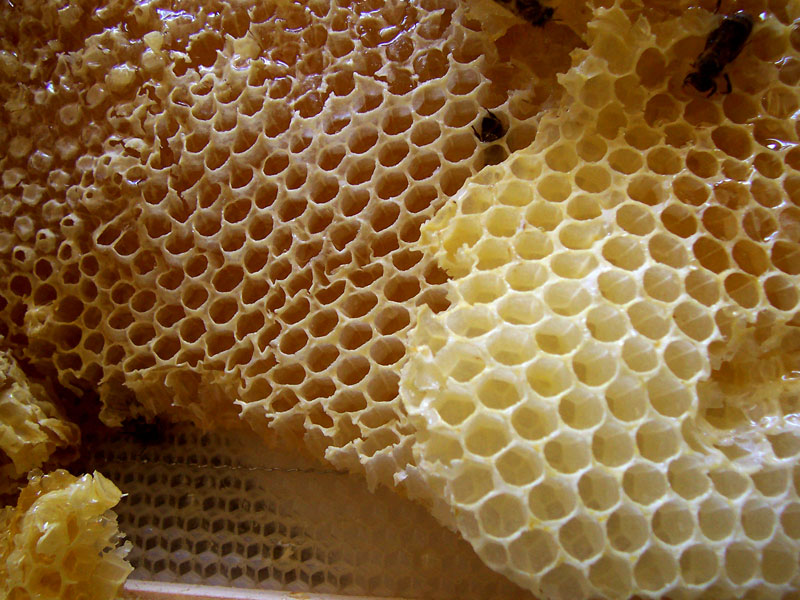
Lépesméz

A méhek (és az ember) tápláléka. Virágok nektárjának, növényi nedveknek a méhek által átalakított terméke. Az ember a mézet az ősi időktől fogva gyűjtötte és eleinte mint csemegét, később mint fontos táplálékot, végül mint gyógyterméket használta, illetve használja. Mai ismereteink alapján a méz közel 70-féle gyógy-, és fiziológiai hatással bír. A méz kiváló szénhidrátforrás, mely gazdag ásványi anyagokban, tartalmaz vitaminokat, s szerves savakat, illóolajokat és fontos enzimeket. Találhatók még benne aminosavak, fehérjék és egyéb bioaktív anyagok. 81%-ban főleg monoszacharid cukrot tartalmaz. 22 féle makro-, és mikroelem található benne. Elsősorban C-, és B-vitamin, folsav és nikotinsav a leglényegesebb vitamintartalma. Rendkívül magas az enzimtartalma is, és ez okozza a jelentős antibiotikus sajátosságát.
A lépesmézben lévő viasz és propolisz fokozza a méz hatékonyságát nyálkahártya-gyulladások, illetve immungyengeség esetén.
Legjelentősebb felhasználási köre: szívbetegségek (szívgyengeség), gyomorhurut, légcsőhurut, endokrin-mirigy bántalmak (elégtelenség), sebek kezelése.[forrás?]
Ellenjavallt: cukorbetegség, pajzsmirigy-túltengés, az agyalapi mirigy túlműködése, allergia és gyomorsav-túltengés esetén.

### Méhviasz
A folyékony állagú viaszt a méhek potrohának alján lévő mirigy választja ki, ami a levegővel érintkezve megszilárdul.
A lépsejtek légmentes lezárására szolgál. Védi a begyűjtött mézet a megromlástól ill. az oxidációtól, ugyanis rendkívüli mértékben higroszkópos (azaz magához vonzza a vizet) a méz. A méhviaszt mint méhsejteket a méhek a szaporodásukhoz is felhasználják, onnan kelnek ki a fiatal egyedek is. A méhviasz anyagát tekintve elég összetett, többek közt magas ásványi anyag, gyanta és propolisz tartalma van, észterek és szénhidrogének alkotják.

### Propolisz
A propolisz vagy másképp méhszurok olyan gyantás, ragacsos anyag, amelyet a dolgozó méhek a kaptár védelmére, a betolakodó baktériumok és egyéb kórokozók ellen használnak. Növények – főleg nyárfafélék – rügyeiből, egyéb növényi nedvekből származik, melyet a méhek fertőtlenítő, ragasztó, tartósító céllal gyűjtenek, és használnak. Ennek a szurokszerű anyagnak az alkoholos kivonata kerül forgalomba. Az alkoholos kivonat bevételének legegyszerűbb módja, ha kockacukorra cseppentünk belőle, így a keserű ízt kompenzálja a cukor édes íze.
Legjelentősebb hatóanyagai: gyanta, balzsam, viasz, illóolajok, flavonoidok, ásványi anyagok.
Erős fájdalom- és gyulladáscsökkentő, valamint antioxidáns hatású. A kaptárban a nagyobb testű betolakodó állatokat, miután megölték, a méhek propolisszal balzsamozzák be, így védekeznek a fertőzés ellen.

### Méhkenyér
A méhkenyér vagy másképp a perga a méhek által gyűjtött virágpor és nektár keverékéből, erjedéssel létrejött anyag; a lárvák és a dolgozó méhek fő tápláléka.

### Méhpempő
A méhpempő elsősorban a méhanya tápláléka, de élete első három napján minden méhlárva ezt a táplálékot kapja.

### Méhméreg
A méhméreg viperaméreghez hasonló speciális állati termék, keserű, színtelen folyadék. Jellegzetes aminosava a taurin, amely az élővilágban széles körben előfordul, csecsemők számára például nélkülözhetetlen. A gyógyászatban nagy hatékonysággal alkalmazzák reuma, sokízületi gyulladás, idegzsába, szivárványhártya- és ideghártyagyulladás esetén. A méreg pontos összetétele nem ismert.
Előállításához a méhnek virágporra van szüksége. Legaktívabb anyaga a mellitin nevű aminosav. A méregben található hisztamin hatására az erek kitágulnak, ami a vérnyomás hirtelen csökkenését okozza. További összetevői az apamin, különféle enzimek, foszforsav, klórsav és albumin.
Általában a méh szúrásával kerül az emberi szervezetbe, ennek mennyisége mintegy 10 milligramm. A méreg izgatja az idegvégződéseket, duzzanatot, ödémát hoz létre, ami 48 óra alatt magától eltűnik. Allergiás reakció (anafilaxia) esetén nem csak a szúrás helyén, hanem nagyobb területen jelentkezik a duzzanat, ami izomgörcsöt, fulladást okozhat. Ilyenkor sürgősen orvoshoz kell fordulni. A tavaszi, virágzás alatti csípések fájdalmasabbak.
Az összes méhtermék közül a méhmérget vizsgálták a legkevésbé. A legérdekesebb tanulmányokat Kelet-Európában, és főleg a volt Szovjetunió utódállamaiban végezték.
A méhmérget sikeresen használják reumás megbetegedések, ízületi betegségek, köszvény gyógyítása során.[forrás?] Fertőtlenítő hatása is ismert. Infarktus esetén is sikerrel alkalmazzák, értágító és vérhígító hatása miatt.[forrás?] Az utóbbi időben kísérleteket folytatnak, hogy méhméreggel gyógyítsák az idegrendszeri problémákat, az isiászt, az allergiát és a szénanáthát.
A méhmérget úgy is lehet alkalmazni, hogy a méh megszúrja a pácienst, de léteznek méhméregből készült készítmények, amelyeket főleg a volt Szovjetunióban, Németországban és Franciaországban alkalmaznak. A méhméreg alkalmazható injekció formájában, krémbe keverve, vagy elektrogalván kezeléssel. Fontos, hogy a méreg a bőr alá jusson. Kimutatták, hogy jótékony hatás érhető el belégzéssel, a méreg elfogyasztásával és akupunktúrás kezeléssel is.[forrás?]
- Alkalmazási módja: közvetlen méhszúrás a fájós testrészre, vagy közvetlen méhszúrás az akupunktúrás pontokon, vagy az akupunktúrás pontok beinjekciózása, illetve krémekkel bedörzsölve, valamint iontoforézissel juttatva a szervezetbe.
- Ellenjavallt: vese, májgyulladás, cukorbetegség, terhesség, méhméreg-allergia esetén.

### Apilarnil
Az Apilarnil legfeljebb 7 napos herelárvákból előállított gyógyszernek nem minősülő roboráló, potencianövelő készítmény. Romániában állították elő először 1980-ban.

## Fordítás
- Ez a szócikk részben vagy egészben  a   Honig című német Wikipédia-szócikk fordításán alapul.  Az eredeti cikk szerkesztőit annak laptörténete sorolja fel. Ez a jelzés csupán a megfogalmazás eredetét és a szerzői jogokat jelzi, nem szolgál a cikkben szereplő információk forrásmegjelöléseként.
- Ez a szócikk részben vagy egészben  a   Honey című angol Wikipédia-szócikk fordításán alapul.  Az eredeti cikk szerkesztőit annak laptörténete sorolja fel. Ez a jelzés csupán a megfogalmazás eredetét és a szerzői jogokat jelzi, nem szolgál a cikkben szereplő információk forrásmegjelöléseként.